# Гомес Солано, Уладислао
Уладислао Гомес Солано (исп. Uladislao Gamez Solano; 8 августа 1909, Сан-Хосе, Коста-Рика — 12 января 2005, Эредия, Коста-Рика) — коста-риканский государственный деятель, и. о. министра иностранных дел Коста-Рики (1955).

## Биография
Родился в многодетной семье. Работа школьным учителем.
В 1932 г. назначен директором школы В начале учебного года 1932 года он был назначен директором школы Escuela Mixta de Esparza. В 1940-х гг. получает экономическое образование.
В 1942 г. — возглавляет исследовательский центр «Centro de Estudios para los Problemas Nacionales». Вступает в Социал-демократическую партию Коста-Рики.
Во время революции 1948 г. подвергался пятинедельному аресту.
После прихода к власти Хосе Фигереса Феррера входит в состав правительства:
- 1948—1949, 1953—1958 и 1970—1974 гг. — министр народного просвещения, образования, автор закона «Об образовании» (1957), гарантировавшего получение бесплатного среднего образования,
- 1955 г. — и. о. министра иностранных дел Коста-Рики.